# 슬래시 픽션

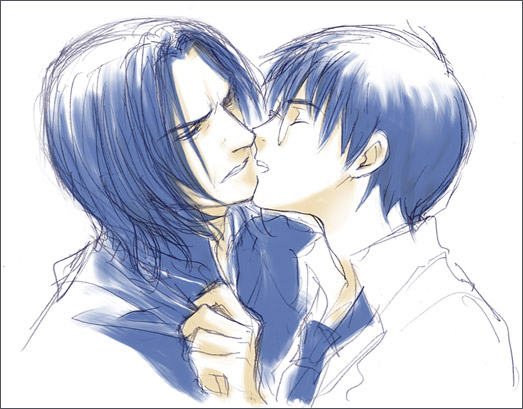
소설 《해리 포터》의 등장 인물인 해리 포터와 세베루스 스네이프를 묘사한 그림.

슬래시 픽션(Slash fiction)은 2명 이상의 남성 간의 환상에 초점을 맞춘 팬 픽션이다. 종종 성적 요소가 들어간다. 이야기 속에서 커플링을 표시할 때 빗금(/)을 이용하는 것에서 유래되었다. 또한 단순한 친구 관계의 경우 앰퍼샌드(&)가 사용된다. 슬래시 픽션의 시초는 《스타 트렉》의 등장인물 제임스 T. 커크와 스폭의 커플링 커크/스폭으로 알려져 있다.

## 역사
현재의 슬래시 픽션은 1970년대 후반에 《스타 트렉》 팬픽 팬덤의 여성 팬들에 의해 창작된 커크/스폭 팬픽에서 기원한 것으로 알려져 있다. 슬래시 픽션이라는 명칭은 1970년대 커크와 스폭의 우정에 대한 팬픽을 의미하는 K&S에서 앰퍼샌드(&)를 사용한 것과 비교하여 커크와 스폭이 낭만적이고 종종 성적인 관계를 갖는 팬픽을 의미하는 K/S에서 슬래시(/)를 사용한 것에서 유래하였다. 슬래시는 《스타스키와 허치》, 《블래이크스 세븐》, 《더 프로페셔널스》 등의 다른 팬덤으로 전파되었고, 결국 슬래시 픽션의 개념에 근거한 팬덤이 형성되기에 이르렀다.
초기의 K/S 팬픽이 모든 스타 트랙 팬들에게 받아들여진 것은 아니었다. 이후 조애너 루스(en:Joanna Russ)와 같은 작가들이 슬래시 픽션 현상을 연구하여 학문적인 영향력을 부여하였고, 동성애에 대한 관용의 확대와 주류 미디어의 동성애 관계 묘사에 대한 불만은 미디어에서 확립된 캐릭터를 이용하여 자신들의 방식으로 동성애를 탐구하고자 하는 욕구를 증가시켰다.

### 슬래시 픽션과 인터넷
1990년대 인터넷 일반 대중에게 보편화되기 전까지 슬래시 픽션은 찾기도 어려웠고, 오직 팬들이 만든 팬진(fanzine)으로만 발행되었다. 인터넷의 출연과 함께  슬래시 픽션 커뮤니티는 메일링 리스트나 fanfiction.net과 같은 웹사이트를 만들었다. 슬래시 픽션이 인터넷으로 발행되자 슬래시 픽션은 더 많은 작가들에게 개방되었다.
인터넷은 슬래시 픽션이 눈에 잘 띄게 만들어 주었으며, 낮은 비용으로 집에서 팬픽에 접근할 수 있는 독자의 수를 증가시켰다. 인터넷은 또한 독자들이 줄거리나 에피소드에 대해서 평가하거나, 슬래시 픽션 팬덤 내의 경향에 대해서 토론하거나 평가하는 것을 가능하게 하여 작가와 독자 사이의 소통 수준을 향상시켰다.

## 같이 보기
- 야오이